# 中华人民共和国电视广播
中华人民共和国电视广播从1949年北平新华广播电台定名为中央人民广播电台，1958年北京电视台（1978年更名为中国中央电视台）建立至今已經發展70多年。由于中国大陆各一级行政区（省、自治区、市、县）皆设有电视台和广播电台，中国大陆是世界上电视台最多的地区。截至2022年底，中国大陆开展广播电视和网络视听业务的机构有6万多家，其中，广播电台、电视台、广播电视台等播出机构2527家，广播电视节目制作经营机构约5.7万家，持证及备案的网络视听机构2974家。广播电视从业人员104.75万人，广播节目综合人口覆盖率99.65%，电视节目综合人口覆盖率99.75%。中国大陆電子媒體的设立和运作均接受中国共产党的领导和国家广播电视总局管理备案，非官方单位和个人不得组办电视台与广播电台，政府也禁止设立任何中外合资的媒体。
1958年5月1日，北京電視台（今中国中央电视台综合频道）啟播，為大中華地區第二家電視台（第一家為1957年英屬香港啟播的麗的電視）和第一家無線電視台。同年，上海电视台成立，成为中国大陆第二家电视台。1960年5月1日，北京电视台彩色电视试验播出成功，使中国成为世界上第六个开始彩色电视试播的国家(后因经济困难暂停)。1965年，中央人民广播电台共开办4套节目；北京广播电台使用27种外语和5种对华侨广播的汉语普通话及方言播出。1970年12月26日，天津通信广播电视厂（七一二厂）生产中国第一台彩色电视机。1973年5月1日，北京电视台恢复彩电试播，并于10月1日转为正式播出。同年12月，中央广播事业局以中华人民共和国广播电台和电视台名义致电亚广联：决定行使亚广联正式会员权利并获通过。进入1990年代，广东引入境外电视，此后，境外电视进入其他省份。
进入21世纪，各级电视台与广播电台合并改制，并为广播电视台或广电集团。到了21世纪10年代，广播电视网、电信网、互联网等多种信息网络促使广电媒体深度融合发展，县级广播电视台改称融媒体中心。2018年起，以重庆国际传播中心成立为标志，多地启动国际传播中心建设，账号覆盖TikTok、Facebook、Twitter、Instagram、YouTube等海外主流社交媒体平台，视听节目国际化传播发行。2022年，海南自贸港（文昌）国际传播中心揭牌成立，成为海南省首个县级国际传播中心。21世纪初中國大陸大力推行由电视模拟信号向数字信号的转换。中国大陆原计划于2015年在全国范围关闭模拟信号，後來改為2020年。2022年1月24日，中央广播电视总台CCTV-8K超高清频道开播。

## 信号覆盖规则
中国大陆境内的信号覆盖通常遵循如下规则：
- 国家级卫星电视频道、省（自治区、直辖市）级卫星电视频道、副省级（地级）卫星电视频道及各省数字电视付费频道覆盖全国；
- 省级电视台其他频道（省级地面频道）覆盖全省；
- 省会，副省级等地级电视台频道（城市地面频道）覆盖该地级市及下辖县级市；
- 县级电视台覆盖本县。

部分有线电视或网络电视提供商基于商业、政策、技术等方面的原因，提供的频道可能不完全符合上述规则。
此外，部分海外电视公司也能转播中国大陆的卫星电视频道信号在当地播出。

## 历史
中华人民共和国电视广播（七十年）历史和发展可以概括为以下几个阶段：
1. 1949-1978年：广播、高音喇叭构建基层传播体系：新中国成立之后，报纸、广播、电影、电视等开始借助国家力量深入基层，广播是第一个建立全国网络的电子媒介。由于广播是一种能够实现远距离传输的听觉媒介，不识字的群众也能听懂，比报纸具有更大的传播优势。在改革开放前的29年中，广播电视的发展可以进一步划分为全面建设（1949～1965年）和停滞复苏（1966～1978年）两个阶段。全面建设阶段见证了新中国广播的诞生和初步发展，包括广播电台的建立和电视台的试播。然而，在文化大革命期间，广播电视遭受严重挫折，进入了停滞复苏阶段。在这个阶段，广播电视的发展规模被压缩，节目内容被严重限制。
2. 1978-1999年：“四级办台”造就县级广电媒体：1983年3月召开的第十一次全国广播电视工作会议提出两个方针：一是“四级办广播、四级办电视、四级混合覆盖”的事业建设方针；二是“以新闻改革为突破口，开展多种经营”的产业发展方针，对新时期广播电视改革创新产生了重大而深远的影响。
3. 2000～2012年：县级媒体调整与网台分离挑战：2001年，国家广播电影电视总局发布了《关于市（地）、县（市）广播电视播出机构职能转变工作的实施细则》，在保留1983年四级办台总体格局不变的前提下，对全国广播电视体系和职能做出重大调整。
4. 2013～2017年：媒体融合背景下的县级媒体陷入困境：从2013年起，广播电视整体跨入融合发展阶段。2013年初，广播电影电视总局印发《关于促进主流媒体发展网络广播电视台的意见》，提出将网络广播电视台提升到与电台电视台发展同等重要地位，推动台网互动和深度融合，打造具有广电特色的网络视听新媒体。
5. 2018~2024年：视听国际传播走向高质量发展：从2018年起，多地启动国际传播中心建设，账号覆盖海外主流社交媒体平台，视听节目国际化传播发行，加强多语种本土化运营。[9][10][11]

### 起源
- 1.全面建设阶段（1949～1965年）

新中国的广播（人民广播）诞生于抗日时期的延安，史称延安新华广播电台。解放战争时期，跟随党中央转战，更名陕北新华广播电台。1949年3月25日，电台随党中央迁至北平，更名北平新华广播电台；9月27日，再次更名为北京新华广播电台，4天后圆满完成开国大典直播任务。12月5日，经中央批准，定名为中央人民广播电台。此前，各解放区广播电台已相继改名为某地人民广播电台，一律国营。截至1949年底，全国共有各级人民广播电台49座，额定从业人员1800名，总发射功率138千瓦。1949年，中华人民共和国成立后，当时中国大陆的电信系统和设施比较陈旧和简陋，许多都在战争年代被损坏或摧毁。
1950年代初，中国大陆通信传播事业迅速发展。1952年通信传播以北京为中心，并链接到所有的大城市，当时有电视节目。第一次全国电视广播，始于1958年5月1日北京电视台开始试播（1978年更名为中国中央电视台），9月2日正式开播，每周播出4次。同年7月1日天津电视台试播，10月1日上海电视台于国庆日开播，同年12月20日，前身为哈尔滨电视台的黑龙江电视台开播。次年的8月15日与10月1日广州电视台与沈阳电视台（即现在的广东电视台与辽宁电视台）相继开播。这是全国最早开播的六家电视台。
1960年5月1日，北京电视台彩色电视试验播出成功，使中国成为世界上第六个开始彩色电视试播的国家（后因经济困难暂停）。1961年4月，中央人民广播电台、北京电视台在北京转播中国历史上第一次举办的世界性体育赛事——第26届世界乒乓球锦标赛。北京电视台首次向西德、巴西、澳大利亚等国出售电视片。而在1960年4月29日辽宁丹东电视台成立，这是全国最早的城市电视台。
到1960年，广播电视整体发展到当时最大规模。全国拥有广播电台135座，电视台和电视实验台23座，县广播站近2000座，有线广播喇叭600多万只，从业人数达到3.44万人。三年困难时期，广播电视压缩规模，调整布局，电台减至91座，广播站几乎压缩一半，电视台减至8座（北京、天津、上海、广州、沈阳、哈尔滨、长春和西安实验台）。随着经济好转，太原、武汉、合肥、无锡和吉林市电视台先后恢复播出。1965年，中央人民广播电台共开办4套节目；北京广播电台使用27种外语和5种对华侨广播的汉语普通话及方言播出，每周对外播出687小时，全年收到133个国家和地区的听众来信28.62万封；北京电视台与28个国家的电视机构建立了交换节目关系，向30个国家寄送电视片473条。根据中央要求，中央人民广播电台自1966年元旦起开办对农村广播，农村广播网得到加强。文革前，县级广播站发展到2001座，广播喇叭约有848万只，超过压缩前水平。
- 2.停滞复苏（1966～1978年）

文革开始后，广播电视遭受严重挫折，处于停滞徘徊状态。各地电台被军管，除少量自编节目外，一律转播中央台节目。中央台一大批有影响的名牌栏目停播，增加各类政治性节目，新闻内容重复，稿件冗长，每次30分钟的新闻节目，通常只能播出几条。文艺节目只能播8个“样板戏”、8首历史歌曲和3部电影录音剪辑。电视播出曾一度中断，后相继恢复，主要播出主席语录、新闻简报和各种群众集会等。由于政治需要，电视装置得到加强。1970年12月26日，天津通信广播电视厂（七一二厂）生产中国第一台彩色电视机。1972年2月，美国总统尼克松访华，中方租用美方彩电设备，协助转播活动讯号，这是首次从中国通过国际通讯卫星向国外发送电视报道。1973年5月1日，北京电视台恢复彩电试播，并于10月1日转为正式播出。同年12月，中央广播事业局以中华人民共和国广播电台和电视台名义致电亚广联：决定行使亚广联正式会员权利并获通过。1975年12月，首次当选亚广联理事。据商业部和中央广播事业局统计，截至1975年底，全国共有黑白、彩色电视机46.3万台，其中彩色电视机5900台。电视机分布情况：城市占68％，农村占32％。电视传输逐步由寄送节目改为微波传送，1975年建成可通达26个省市自治区的微波传输网。1976年7月1日，北京电视台试播《全国电视新闻联播》；10月23日、26日两天，通过三大洋上空的国际通讯卫星，向国外传送了首都军民庆祝粉碎“四人帮”伟大胜利的电视片，36个国家和地区收转了该消息。
文革结束后，拨乱反正，广播电视开始复苏。中央人民广播台逐步恢复各类名牌栏目播出，1977年1月8日，在《联播》节目播出“首都人民纪念敬爱的周总理逝世一周年文艺晚会”录音报道，这是《联播》首次播出长达一小时的文艺晚会录音报道，透露出文艺春天即将来临的讯息；11月14日，恢复播音员报名制度；12月，北京电视台恢复面向全国播放的教学节目。1978年1月1日，北京电视台恢复由播音员出图像报告节目，《新闻联播》定名播出。5月1日，中央批准北京广播电台更名为中国国际广播电台，北京电视台更名为中央电视台。此后，一些原来以省会城市命名的各地电视台陆续改名以省名冠名。6月，中央电视台租用国际卫星，从阿根廷向国内转播第11届世界杯足球赛实况，这是中国电视台第一次通过卫星从国外传回赛事讯号。12月，具有重大历史意义的党的十一届三中全会在京召开，中央人民广播电台、中国国际广播电台、中央电视台（简称中央三台）作了全面及时报道，见证并向国内外传达了中国即将改革开放的消息。
复苏后，广播电视整体恢复或超过文革前水平。到1978年，全国共有广播电台105座，县广播站2300多座，电视台37座，1千瓦以上电视发射台和转播台237座，电视节目可传到26个省市自治区(内蒙古、新疆、西藏未通)，全年向83个国家和地区寄出227个主题的电视片，计1862个拷贝。据初步统计，全国广播人口覆盖率达62％,电视人口覆盖率达36％，广播电视从业人员近18万人。中国国际广播电台使用38种外语和5种汉语(普通话及4种方言)播出，每天累计播音136.5个小时，全年收到127个国家和地区的听众来信10.56万封。
改革开放前29年，广播电视一直受到党和政府的高度重视处于优先发展的地位。文革时期，虽然一度受到冲击、发生严重倒退，但由于迅速采取军管措施，广播电视设施、人员得以保全，节目播出没有中断，电视甚至还获得超常规发展。总的来看，从1949年到1978年这29年，广播电视工作者不畏艰难、发奋创业，初步建立了全国传输覆盖网络，建立了全国联播机制，建立了一支勇于拼搏的记者队伍、建立了初步的人才培养机制。中央高度重视广播电视的专业性，注意选派政治强、懂业务的同志担任领导工作，注重研究对内、对外传播规律，要求广播电视“自己走路”，发挥音响、画面、播音特色，倡短求新，根据需求办节目。这些为广播电视在改革开放后持续快速发展奠定了一定的物质基础和人才保障。1958年開播至1970年代末，人們普遍不能擁有電視機。一是因为电视机的价格昂贵，二是電視機為限制貨品，所以普通人根本難以擁有电视机，電視機一般在政府機關、國企等部門才能擁有。电信服务停止后，中国大陆电视服务落后，但在20世纪60年代恢复增长：广播电视在这些年内于主要城市安裝。到1965年，中国大陆电视台有12家。同样，在1978年，每100人中，不到1人用电视接收器，电视机少于1,000万台（2003年，每100人中，有35台，1亿人有电视看）；并继续扩大和為广播系统進行現代化，在整个20世纪70年代后期和80年代初進行。截至1978年底，中国大陆共有广播电台100座，发射台和转播台487座；电视中心台32座，电视发射台和转播台237座。

### 改革开放后
1979年1月28日，上海电视台播放中国广播电视史上第一条商业广告——参桂补酒，揭开改革开放后广播电视改革创新发展的帷幕。在这一阶段，国家实施“四级办”方针，建立健全管理体制，颁布《广播电视管理条例》，推进“村村通”工程，系列台和主持人节目蓬勃兴起。广播电视被划为“第三产业”，一些地方尝试企业化改革适应社会发展的需要。这一阶段，广播电视发展迅猛，广播电台、电视台数量迅速增加。到1996年广播电台增至1238座，电视台增至880座。广播、电视人口覆盖率分别达到83．7％和86．1％。广播电影电视总局自1998年起在全国实施“广播电视村村通”工程，大力提高农村广播电视无线覆盖水平，逐步消灭“盲区”，构建农村广播电视公共服务体系。到1999年底，基本实现已通电行政村“村村通”广播电视的任务，广播、电视综合人口覆盖率分别达到90.4%和91.6%。1999年，地（市）、县两级播出机构职能转变和无线有线合并，电台、电视台数量开始压缩。据官方公布的数据，2000年全国有广播电台304座、电视台354座、广播电视台1446座，从业人员49.46万人。另据国家统计局年度统计公报，截至2000年底，中国大陆共有中、短波广播发射台和转播台732座，广播综合人口覆盖率92.1%，一千瓦以上电视发射台和转播台1313座，电视综合人口覆盖率93.4%。全国有线电视用户7920万户。
1980年代改革開放後，不少香港人将电视機从香港带回內地，走私电器也日益频密，當中有福建漁民聯絡台灣漁民，台灣漁民首先去日本買一批電視機，然後雙方在海上交易，福建漁民用港幣支付給台灣漁民後把那批電視機運回中國大陸出售圖利，這也可說是兩岸最早的三通。随着大陆人民收入逐渐增加，电视机开始進入普通人的家庭。在广东珠三角（北至广州），只要有电视机，再在屋顶上架起鱼骨天线，就可以收看到香港的电视讯号。通常三层以上可以收到比较清晰的画面，两层的也能勉强收到讯号。香港电视节目娱乐性高，时事新闻开放，再加上兩地都是使用粵語作為語言，因此香港电视迅速抢占广东观众，收视也长期远远拋离广东本地电视台（同樣情況也出現在使用粵語的澳門）。
随着1990年代，內地透過干擾信號以强制取缔鱼骨天线，并推行有线电视，其中一个因素是有线电视继续提供翡翠、本港两台节目，有线电视成为主要的电视广播模式。
广播电视部（现为国家广播电视总局），成立于1982年，是中央政府机构，管理电视和广播。该部下属中央人民广播电台，中国国际广播电台，中国中央电视台。此外，广播培训，人力资源，研究，出版和生产组织带到广播电视部。电影业在1986年被调到文化部下属广播电影电视部。
广播和电视作为大众传播和大众娱乐的重要手段，在20世纪80年代迅速扩大。通过104多个台站，1985年的电视观众达到全国三分之二的人口（1984年52个，1983年44个）;估计有85％的城市人口收看电视。在此期间，节目内容大大改变，典型的电视节目是娱乐，包括故事片，体育，戏剧，音乐，舞蹈，儿童节目。1985年上海出版的电视史中，一个典型的一周的调查显示，超过一半的是娱乐节目，教育节目24％，其他节目和新闻15％。宽截面的国际新闻，在每个晚上播映。大多数新闻广播已借用外国新闻机构，冠以一个中国的总结。中国中央电视台还承包几个外国电视台的娱乐节目。 1982年和1985年间，6个美国电视公司签署协议，向中国大陸提供美国的方案。

### 进入21世纪
2001年，中国大陸政府提出了促进媒体融合，建立跨地区的多媒体新闻组的目标。它也制定了详细的规定对媒体行业的集资，外资合作和跨媒介发展。
2002年7月，香港亚洲电视本港台、国际台两个频道被广电总局获准在广东播出；2004年9月，无线电视也与广东省签订落地权协议，在广东播放翡翠台和明珠台。此前，此四条香港免费电视频道在广东的播放都可以解读为被广东和广州两间有线电视公司“非法转播”，但之后并没有出现任何追究责任或追讨赔偿的声音。但被广东非法广播十多年后，香港无线亚视已经积累了极高的人气，致使旗下艺人纷纷北上內地发展。
国家广播电影电视总局于1998年6月改组成立，实施“管办分离”，总局集成广播，电视和电影业，加上进入中国大陸的最大和最强的多的广播和电视，互联网公司的资源媒体集团覆盖中国传媒产业与海外媒体集团合作的同时，电视，互联网，出版，广告等领域。到2003年，30个海外电视网络，包括凤凰卫视、彭博电视、星空传媒、欧洲体育、BBC世界频道、CNBC、华娱卫视都在中国大陆有限落地。同时，中央电视台英语频道通过福克斯新闻互联网进入美国新闻集团管辖下。
为了符合国际电视业的发展趋势，中央电视台在专业化的方向取得了进展，在2003年和2004年，开播新闻频道，少儿频道和音乐频道。尽管取得了这些进展，东部沿海发达地区和中国腹地仍然存在相当大的差距。在西藏、新疆等偏远地区，即使有电视机，却没有办法收到信号。新闻联播等节目要通过邮寄，通过录像带才可以看到过时的新闻。基本上，地方电视台（差转台）只有一个电视频道，而且都只有在晚间播出。2000年开始实施“西新工程”，各级政府投入达250多亿元，历时9年，基本解决西藏、新疆等地、省区1亿多人口听广播、看电视难的问题。2005年——2007年启动“村村通”工程建设；2009年开始以直播卫星应用为重点，加快推进“村村通”工程建设。到2010年底全面实现20户以上已通电自然村村村通广播电视，使80%以上的农村人口能够用电视机、收音机直接收看收听到包括中央电视台第一套节目、第七套节目和中央人民广播电台第一套节目在内的4套以上无线电视节目和4套以上无线广播节目。到2012年，全国共有各类广播电视播出机构2579座，有线电视用户2.14亿户，有线数字电视用户1.43亿户。广播、电视节目综合人口覆盖率分别达到97.5%和98.2%，从业人员超过70万人。
目前全国各地有大型国际电视节，包括上海电视节、北京国际电视周、中国广播电视博览会和四川电视节，定期举行。除了评审和授予奖项，这些节日中还进行学术交流和电视节目的进口和出口。上海已成为亚洲最大的电视节目在交易市场。
中華人民共和國进入世界贸易组织以来，中国大陸传媒产业内的趋势是形成跨媒介和跨区域的媒体组与多模式运作，以满足强大的团体，海外媒体的竞争和挑战。从2013年起，广播电视整体跨入融合发展阶段。2013年初，广播电影电视总局印发《关于促进主流媒体发展网络广播电视台的意见》，提出将网络广播电视台提升到与电台电视台发展同等重要地位，推动台台资源互动和深层融合，打造具有广电特色的网络视听新媒体。为推动职能转变和资源整合，2013年3月，新闻出版总署与广播电影电视总局合并，组建新闻出版广电总局。2015年新闻出版广电总局、财政部联合印发《关于推动传统出版和新兴出版融合发展的指导意见》，2016年新闻出版广电总局发布《关于进一步加快广播电视媒体与新兴媒体融合发展的意见》，广播电视行业开展了多种多样的融合实践。
2018年，中国中央电视台、中央人民广播电台和中国国际广播电台合并组建成立国务院直属事业单位中央廣播電視總台，由中共中央宣传部直接领导。2018年3月，中央决定，将新闻出版广电总局“新闻出版”和“电影”职责划归中宣部，组建国家广播电视总局。截至2018年底，全国拥有广播电台、电视台、广播电视台等播出机构2647家，是1949年的54.02倍、1978年的18.64倍。广播电视节目制作能力大大提高，全国有节目制作经营机构近2.7万家，是1978年的189.45倍，从业人员97.90万人，是1978年的5.44倍；全年广播节目制作时间为801.76万小时，电视节目制作时间357.74万小时，公共广播播出1526.7万小时、公共电视播出1925.0万小时，全国广播、电视综合人口覆盖率分别达到98.94%和99.25%，比1978年分别提高36.94和63.25个百分点。2018年全国高清有线电视用户9257万户，有线电视智能终端用户1884万户，网络视听节目服务收入223.94亿元，新媒体业务收入467.76亿元。2019年8月，中央广播电视总台建成4K超高清频道技术系统，向全国直播新中国成立70周年阅兵庆典高清视频。

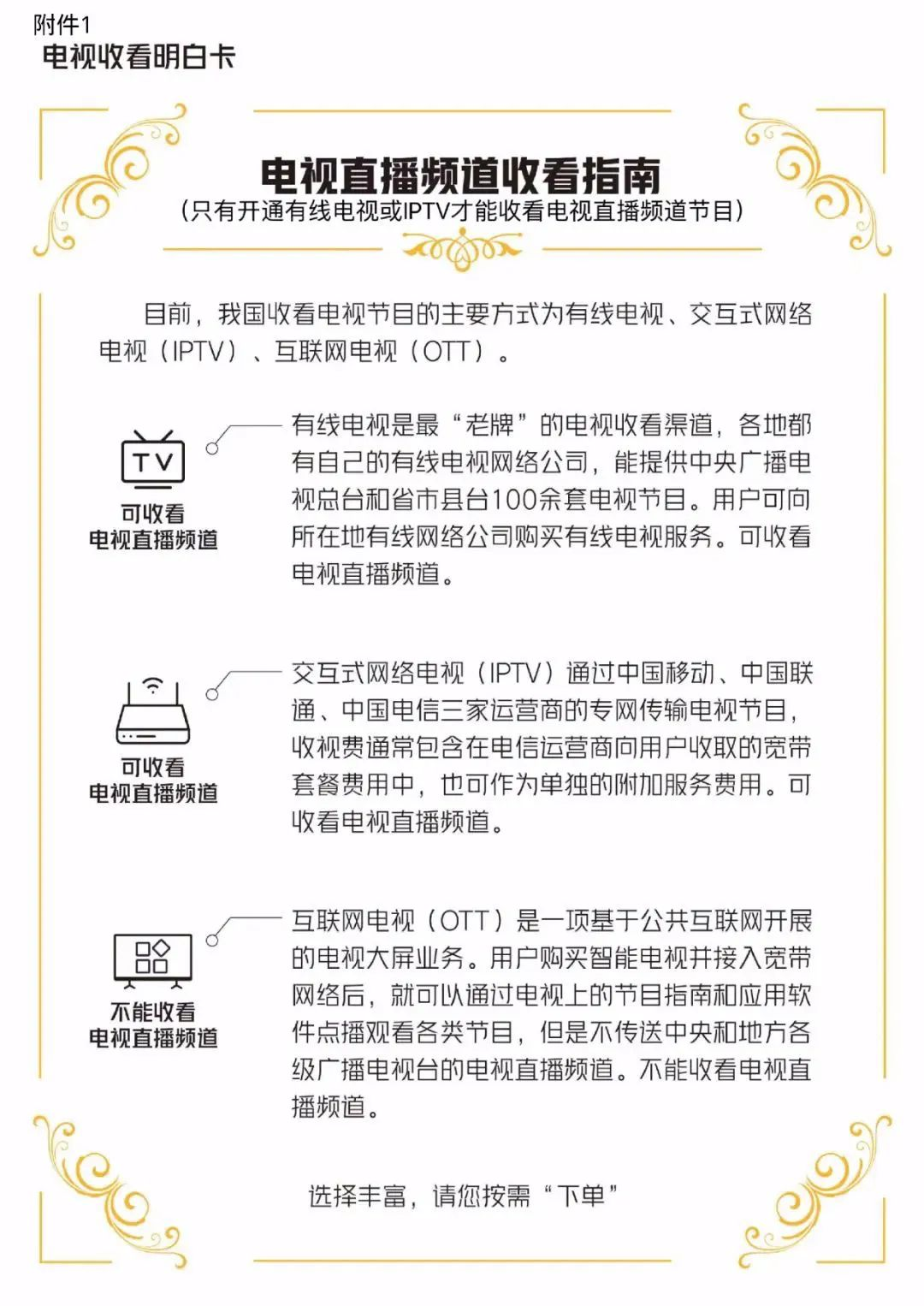
国家广电总局电视收看“明白卡”其中一种样式

2022年1月24日，中央广播电视总台CCTV-8K超高清频道开播。截至2022年底，中国大陆广播节目综合人口覆盖率为99.65%，电视节目综合人口覆盖率为99.75%，全国地级及以上播出机构经批准开办的高清电视频道1082个，4K超高清电视频道8个，8K超高清电视频道2个。中国大陆交互式网络电视（IPTV）用户超过3亿户，互联网电视（OTT）平均月度活跃用户数超过2.7亿户。而对于非网络电视领域，有线电视实际用户2.00亿户，有线电视双向数字实际用户9820万户，农村有线广播电视实际用户0.66亿户；有线网络未通达的农村地区直播卫星用户1.50亿户。广播电视从业人员104.75万人，开展广播电视和网络视听业务的机构6万多家，其中，广播电台、电视台、广播电视台等播出机构2527家，广播电视节目制作经营机构约5.7万家，持证及备案的网络视听机构2974家。2022年全年生产电视剧160部5283集，电视动画片89094分钟。全年生产故事影片380部，科教、纪录、动画和特种影片105部。2022年全年生产彩色电视机19578.3万台。
2023年11月起，國家廣播電視總局开展整治广播电视“套娃式收费“工作，多个提供直播电视服务的第三方平台（例如“电视家”）陆续下线。与此同时总局推出电视收看“明白卡”并要求电视生产厂商随附于每一台新出厂的电视机说明书内。该明白卡告知用户必须开通有线电视或者IPTV方可合法收看直播电视节目。随着整治工作的推进，未取得IPTV牌照的中国移动宣布新装的OTT不提供直播电视服务。多地有线电视和IPTV开机界面也大幅更新，新界面默认开机进入直播电视页，以大视窗播放CCTV-1的节目。同时多地有线电视和IPTV运营商提供多种开机模式以方便老年群体收看直播电视节目。

### 国际传播
2018年起，以重庆国际传播中心成立为标志，多地启动国际传播中心建设，账号覆盖TikTok、Facebook、Twitter、Instagram、YouTube等海外主流社交媒体平台，视听节目国际化传播发行。2022年，海南自贸港（文昌）国际传播中心揭牌成立，成为海南省首个县级国际传播中心。2023年，湖北、湖南、上海、江苏、河南、河北、山东、陕西等多省成立国际传播中心，整合优化省域内国际传播资源、境外国际传播资源，强化海外账号矩阵化运营，加强节目内容生产和线下活动营销，提升国际传播力。
截至2023年底，中国与新西兰、英国、俄罗斯、巴西等四国签署电视合拍协议。广电总局实施“电视中国剧场”“中国当代作品翻译工程”“中非中阿视听合作”“中国联合展台”等工程项目，推动中国优秀节目进入国际主流市场。科幻剧《三体》、田园治愈剧《去有风的地方》等新型题材类型受到国际市场的欢迎和肯定。《呼叫超级土豆》位列英国全年所有频道4-6岁儿童电视节目第一。《三十而已》在日本、韩国、泰国、土耳其、印度尼西亚等多国翻拍。《乘风2023》越南版集结越南顶级艺人，2023年10月在越南国家电视台VTV3台播出，登顶越南同时段综艺收视第一，吸引了33家赞助商，创下越南综艺节目招商之最。古装剧《长月烬明》海外热播，潮玩手办销售至美国、泰国、马来西亚等50余个国家。
截至2023年底，在非洲市场已发展数字电视用户1600万，手机APP用户4500万，社交媒体粉丝1500万；打造了11种语言、830个频道的节目内容平台。2023年6月30日，湖南广播电视台国际频道与加纳黄金数字电视台合作，在加纳开办“金芒果”卫星频道，实现中国内容在加纳的本土化传播。在加纳12家主要电视台中，黄金时段收看“金芒果”频道的开机占比最高达35%。2023年7月，中文在线海外子公司枫叶互动（Crazy Maple Studio）微短剧平台ReelShort播出《命中注定我的禁忌阿尔法》《我的亿万富翁丈夫的双重生活》《永远不要和秘密的亿万富翁继承人离婚》等本土制作的爆款微短剧，引爆美国微短剧市场。2023年“双十一”期间，ReelShort成功跻身美国、英国、加拿大的苹果商店应用总榜前三，在美国、加拿大、英国、澳大利亚等国家（地区）苹果商店应用娱乐榜排名第一。截至2023年11月，ReelShort在苹果和安卓应用商店下载量已达1100万次，产生2200万美元的净收入。

## 纪录
- 第一座县级广播站吉林省九台县广播站1952年4月正式播音 [1]
- 第一个电视台开播 1958年5月1日北京电视台（即现在中央电视台）开播，当时只有一辆改装的黑白电视转播车
- 第一部电视剧《一口菜饼子》1958年6月15日北京电视台首播
- 第一部译制剧《巧入敌后》 1979年
- 第一部电视连续剧《敌营十八年》1981年春节期间在CCTV-1首播
- 第一部名著改编剧《红楼梦》1987年在CCTV-1首播
- 第一部室内剧《渴望》1990年首播
- 第一部海外拍摄剧《北京人在纽约》1993年首播
- 第一次直播央视春节晚会 1983年春节期间在CCTV-1首播 黄一鹤执导
- 第一次电视商业广告 “参桂养容酒”广告1979年春节期间上海电视台播出[20]

### 引用
1. 1 2 3 4 5 6 7 8 9 10 11  . 人民网.   [2024-01-17]. （原始内容存档于2024-01-17）.
2. 1 2  . 国家广播电视总局. 2023-04-27  [2024-02-04]. （原始内容存档于2024-02-04）.
3. ↑  . 中华人民共和国中央人民政府.   [2018-09-13]. （原始内容存档于2018-09-13）.
4. ↑  . 国家广播电视总局. 2022-02-11  [2024-02-05]. （原始内容存档于2022-06-15）.
5. ↑  . 国家广播电视总局. 2021-10-18  [2024-02-05]. （原始内容存档于2024-02-05）.
6. ↑  . 国家广播电视总局. 2015-05-21  [2024-02-05]. （原始内容存档于2024-02-05）.
7. ↑  . 国家广播电视总局. 2015-05-21  [2024-02-05]. （原始内容存档于2024-02-05）.
8. ↑  . 中华人民共和国中央人民政府.   [2024-01-23]. （原始内容存档于2024-01-23）.
9. 1 2 3  杨雯. . 中国新闻出版广电网. 2023-12-27  [2024-01-23]. （原始内容存档于2024-01-23）.
10. 1 2 3  于运全. . 西部国际传播中心. 2023-08-18  [2024-01-23]. （原始内容存档于2024-01-23）.
11. 1 2 3  . 国家广播电视总局. 2021-10-08  [2024-01-23]. （原始内容存档于2024-01-23）.
12. ↑  2015年关闭模拟电视 （页面存档备份，存于），搜狐
13. ↑  . 人民網. 2015-02-27  [2016-08-14]. （原始内容存档于2015-03-19）.
14. 1 2  . 央视网.   [2024-01-17]. （原始内容存档于2024-01-17）.
15. ↑  . 国家统计局.   [2024-01-17]. （原始内容存档于2024-01-17）.
16. ↑  . 国家统计局.   [2024-01-17]. （原始内容存档于2024-01-17）.
17. ↑  . 国家统计局.   [2024-01-17]. （原始内容存档于2024-01-17）.
18. ↑  . 国家广播电视总局.   [2024-01-17]. （原始内容存档于2024-01-17）.
19. 1 2  国家广电总局发展研究中心. . 广西壮族自治区广播电视局. 2024-01-19  [2024-01-23]. （原始内容存档于2024-01-23）.
20. ↑  央视春晚《红楼梦》上榜[永久] 安庆晚报   2008年10月17日

### 文献
- Zhang, Junchang; Zhang, Jiangeng.  Di 1 ban. Beijing Shi: 中国广播电视出版社. 2012. ISBN 978-7-5043-6611-5.
- 刘习良. . 北京: 中国国际广播出版社. 2012. ISBN 978-7-5078-3486-4.
- 王云鹏; 张君昌. . 北京: 中国国际广播出版社. 2013. ISBN 978-7-5078-3246-4.
- 张振华; 张君昌; 欧阳宏生. . 北京: 中国国际广播出版社. 2019. ISBN 9787507839586.
- 杨波. . 中国广播电视出版社. 2019. ISBN 978-7504382948.